# Nick Thometz
Keith James „Nick” Thometz (ur. 16 września 1963 w Minneapolis) – amerykański łyżwiarz szybki, srebrny medalista mistrzostw świata i dwukrotny zdobywca Pucharu Świata.

## Kariera
Najlepsze wyniki w karierze osiągnął w sezonie 1986/1987, kiedy zwyciężył w klasyfikacjach końcowych Pucharu Świata na 500 m i 1000 m. Ponadto w sezonach 1985/1986 i 1987/1988 był drugi na 1000 m oraz trzeci na 500 m. W zawodach PŚ zadebiutował 23 listopada 1985 roku w Trondheim, zajmując trzecie miejsce w biegu na 1500 m. W zawodach tych wyprzedzili go jedynie dwaj rodacy: Dan Jansen i Erik Henriksen. Thometz jeszcze 57. razy stawał na podium zawodów tego cyklu odnosząc łącznie dwanaście zwycięstw (cztery na 500 m i osiem na 1000 m).
W 1987 roku zdobył srebrny medal na sprinterskich mistrzostwach świata w Sainte-Foy. Rozdzielił tam na podium dwóch Japończyków: Akirę Kuroiwę i Yukihiro Mitaniego. Był też czterokrotnie czwarty na imprezach tego cyklu: MŚ w Helsinkach (1983), MŚ w Trondheim (1984), MŚ w Heerenveen (1985) i MŚ w Karuizawie (1986). Czwarte miejsce zajął także podczas rozgrywanych w 1982 roku mistrzostw świata juniorów w Innsbrucku. W 1984 roku wystartował na igrzyskach olimpijskich w Sarajewie, gdzie jego najlepszym wynikiem było czwarte miejsce w biegu na 1000 m. Walkę o medal przegrał tam z Norwegiem Kaiem Arne Engelstadem. Na tych samych igrzyskach był też piąty na 500 m i czternasty na 1500 m. Cztery lata później, podczas igrzysk w Calgary zajął ósme miejsce na 500 m i osiemnaste na dwukrotnie dłuższym dystansie. Brał też udział w igrzyskach olimpijskich w Albertville w 1992 roku, gdzie był trzynasty na 500 m i piętnasty na 1000 m. W Pucharze Świata odniósł 12 zwycięstw, łącznie stawał na podium 48 razy.
Jego żoną jest była amerykańska panczenistka, Becky Sundstrom.
Ustanowił trzy rekordy świata, w tym dwa nieoficjalne.